# كليف غاريسون
كليف غاريسون (بالإنجليزية: Cliff Garrison) هو لاعب كرة قاعدة أمريكي، ولد في 13 أغسطس 1906، وتوفي في 25 أغسطس 1994.

## وصلات خارجية
- كليف غاريسون على موقعبيزبول رفرنس.كوم (الدوري الرئيسي) (الإنجليزية)
- كليف غاريسون على موقعبيزبول رفرنس.كوم (الدوري الثانوي) (الإنجليزية)
- كليف غاريسون على موقع جمعية أبحاث البيسبول الأمريكية (الإنجليزية)